# Lobor
Lobor ist eine Ortschaft und gleichnamige Gemeinde in Kroatien und liegt in der Gespanschaft Krapina-Zagorje, in nördlicher Richtung von Zagreb. In Lobor liegt das Schloss Loborgrad. Während des Zweiten Weltkriegs im damaligen faschistischen Unabhängigen Staat Kroatien (NDH) wurde es von den kroatischen Ustascha zum KZ Loborgrad umfunktioniert.